# Naturland
Der Naturland – Verband für ökologischen Landbau e. V. wurde 1982 mit Sitz in Gräfelfing bei München mit dem Ziel gegründet, den ökologischen Landbau weltweit zu fördern. International bewirtschaften im Jahr 2022 rund 140.000 Bauern in 60 Ländern eine Fläche von mehr als 440.000 Hektar. In Deutschland sind es mehr als 4500 Mitglieder. Damit ist Naturland der größte internationale Verband für ökologischen Landbau aus Deutschland.

## Beschreibung
Zertifizierte Landwirte und weiterverarbeitende Betriebe produzieren nach den Naturland-Richtlinien Öko-Lebensmittel, deren Produktverpackungen mit dem Naturland-Bio-Siegel versehen werden können. Die Naturland-Richtlinien sind strenger als die EU-Bio-Verordnung. So gelten zum Beispiel seit 2005 bei Naturland zusätzliche Sozialrichtlinien, mit denen im Rahmen der Zertifizierung die sozialen Bedingungen bei der Erzeugung und Verarbeitung der Produkte abgeprüft werden. Ziel des Verbandes ist eine weltweit zu 100 Prozent ökologische und faire Landwirtschaft.
Seit 2010 bietet Naturland auch eine Fair-Zertifizierung an, die zusammen mit dem Ravensburger Fairhandelsimporteur Weltpartner eG entwickelt wurde. Die Naturland-Fair-Zertifizierung ist ein freiwilliger Zusatz, der auf der Naturland-Öko-Zertifizierung aufbaut. Naturland-Fair-gelabelte Produkte sind damit alle ökologisch erzeugt und fair gehandelt. Sieben Richtlinienanforderungen müssen erfüllt sein: Sozialrichtlinien, verlässliche Handelsbeziehungen, faire Erzeugerpreise, regionaler Rohstoffbezug, gemeinschaftliche Qualitätssicherung, gesellschaftliches Engagement und Unternehmensstrategie und Transparenz.
„Öko + Fair ernährt mehr!“ ist eine Kampagne für zukunftsfähige Welternährung von Naturland und Weltladen-Dachverband.
Naturland führte nach eigenen Angaben als erster Öko-Verband Richtlinien zur ökologischen Waldnutzung und zur ökologischen Aquakultur ein. Mitte der 1990er Jahre wurde begonnen, Richtlinien für die Ökologische Aquakultur zu entwickeln. Aquafarmen in mehr als 20 Ländern produzieren mittlerweile nach diesen Richtlinien. 1995 entwickelte Naturland gemeinsam mit den Umweltverbänden BUND, Greenpeace und Robin Wood ein Konzept für eine Öko-Zertifizierung von Waldbetrieben. Derzeit bewirtschaften deutschlandweit 19 Waldbetriebe eine Waldfläche von rund 53.400 Hektar nach Naturland-Richtlinien.
Der Verband ist Mitglied der Initiative „Bio mit Gesicht“, auf deren Internetseite Kunden über eine spezielle, auf der Verpackung aufgedruckte bmg-Nummer die Herkunft einer Ware recherchieren können.
Im Oktober 2021 wurde bekannt, dass Naturland bei internationalen Tätigkeiten künftig enger mit Bio Suisse, in Form einer Kooperation, zusammenarbeiten wird. Seit 2023 existiert eine Kooperation mit Aldi. Seit dem dritten Quartal 2023 existiert eine Kooperation mit Netto.